# Донецкий театр оперы и балета имени А. Б. Соловьяненко
Доне́цкий госуда́рственный академи́ческий теа́тр о́перы и бале́та имени А. Б. Соловья́ненко (укр. Донецький академічний державний театр опери та балету імені А. Б. Соловя́ненка) — театр в Донецке, открытый в 1941 году и с 1977 года носящий название академический.
В сентябре 2012 года был представлен новый фирменный стиль, логотип и новое название театра — «Донбасс-опера».

## История

### Создание и начальный период
Донецкий театр оперы и балета был создан в 1932 году в Луганске на базе Луганского театра оперы и балета и Передвижной оперы Правобережной Украины в Виннице. В документах народного комиссариата просвещения Украинской Советской Социалистической Республики (сокращённо — наркомпрос УССР) предлагается с 15 марта 1932 года передать Передвижную оперу в распоряжение Донецкого театрального треста для постоянного обслуживания населения Донбасса. Первый сезон открылся 1 сентября 1932 года оперой А. П. Бородина «Князь Игорь».
Художественным руководителем и режиссёром театра был заслуженный артист республики Николай Николаевич Боголюбов, музыкальным руководителем и главным дирижёром театра — заслуженный артист республики Александр Гаврилович Ерофеев. В театре работали: дирижёр Макс Купер, режиссёр Александр Здиховский, балетмейстер Марк Цейтлин, художники — Олесь Власюк, Едуард Ляхович.
В репертуаре театра 1935 года: «Пиковая дама», «Евгений Онегин» П. Чайковского; «Кармен» Ж. Бизе; «Фауст» Ш. Гуно; «Риголетто», «Травиата», «Аида» Дж. Верди; «Мадам Баттерфлай» Дж. Пуччини; «Паяцы» Р. Леонкавалло; «Севильский цирюльник» Дж. Россини; «Запорожец за Дунаєм» С. Гулак-Артемовский, «Сказки Гофмана» Ж. Оффенбаха. Балеты: «Раймонда», «Красный мак» Р. Глиэра, «Ференджи» Б. Яновского. В составе театра было 40 артистов хора, 45 артистов балета, 45 артистов оркестра, 3 состава солистов. Всего в театре работало 225 человек.
В 1936 году, в связи с генеральной реконструкцией, в городе Сталино (ныне — Донецк) было начато строительство нового театра по оригинальному проекту архитектора Л. И. Котовского.
К 1940 году определилась группа талантливых мастеров оперной сцены: дирижёры: Е. М. Шехтман, А. Ф. Ковальский, режиссёр А. А. Здиховский (с 1948 главреж), художник Э. И. Ляхович, П. И. Злочевский. Первыми исполнителями, которые принесли славу театру, были Юрий Сабинин, Надежда Лотоцкая, Александр Мартыненко, Павел Никитенко, Тамара Собецкая, Тамара Подольская и др.
С ноября 1940 года Донецкий русский музыкальный театр (так первоначально назывался коллектив) начал свою деятельность. 12 апреля 1941 года, премьерой оперы Михаила Глинки «Иван Сусанин», театр открыл свой сезон в новом театральном здании.
Первым директором и художественным руководителем театра был выдающийся оперный режиссёр, последователь системы Станиславского в музыкальном театре, заслуженный артист РСФСР Иосиф Лапицкий. Первые артисты прибыли в Донецкий театр из Москвы, Ленинграда, Киева, Луганска и Винницы. В состав оркестра вошли лучшие музыканты Луганского и Винницкого театров оперы и балета, Сталинской областной филармонии.
С первых дней организации коллектива проводилась работа со зрителем: выездные спектакли, беседы, концерты. Осуществлялись новые постановки оперных и балетных спектаклей. В репертуарную афишу 1941 года были включены: опера Ш. Гуно «Фауст» — премьера состоялась 4 мая 1941 г., опера Р. Леонкавалло «Паяцы» — премьера 22 мая, опера Дж. Россини «Севильский цирюльник» — премьера в июне.
7 августа того же года на сцене Донецкого театра состоялась премьера первого балетного спектакля «Лауренсия» Александра Крейна. Партию Лауренсии танцевала Нина Гончарова, позже заслуженная артистка Украины.

### Во время Великой Отечественной войны и после неё

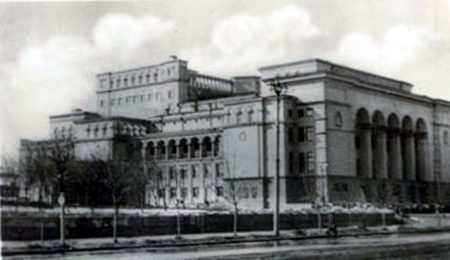
Оперный театр, 1941 год

Во время Великой Отечественной войны часть труппы, те которым успели сообщить, были эвакуированы в село Сазановка в Киргизской ССР. Позднее, в июне 1942 года, коллектив театра переехал в город Пржевальск. Там Донецкий театр проводил концертную деятельность в госпиталях, военных частях рабоче-крестьянской Красной армии, перед тружениками тыла, а также работал над созданием новых спектаклей.
После захвата в 1941 году немецко-фашистскими войсками Донбасса и областного центра города Сталино военная комендатура города, которую возглавил полковник Ленц, получила в своё распоряжение неповреждённое здание Сталинского музыкального театра. За исключением некоторых внутренних повреждений, связанных с эвакуацией, мародёрством и двумя возгораниями по неизвестной причине. Оба возгорания были затушены в автоматическом режиме без участия людей внутренней системой пожаротушения театра, которая оказалась исправной, несмотря на брошенность здания и предшествующие боевые действия. Оккупационные власти для культурно-досугового обслуживания военнослужащих «вермахта» быстро организовали приём на работу оставшихся в городе артистов, музыкантов, технический персонал и начали подготовку первого спектакля к празднику нового 1942 года. Оккупационная газета Юзовской городской управы «Донецкий вестник» (нем. Donezer Nachrichten) информирует о том, что 1 января 1942 года Украинский музыкально-драматический театр открывает свой сезон оперой С. Гулака-Артемовского «Запорожец за Дунаем». С июня 1942 года (по другим данным — с 10 июля 1942 года) директором и режиссёром театра был назначен ефрейтор танковой дивизии «вермахта» Тони Грашбергер, ранее режиссёр государственной Мюнхенской оперы, и театр переименовывается на Городской театр оперы и балета. Он смог за 11 месяцев сформировать творческий коллектив, обслуживающий технический персонал и поставить 10 новых спектаклей в основном из европейской классики. Рядовому и офицерскому составу «вермахта» в театральном сезоне 1942—1943 года в здании Сталинского театра были показаны опера «Мадам Баттерфляй», опера «Кармен», опера «Паяцы», опера «Аида», балет «Бахчисарайский фонтан», оперетта «Летучая мышь», оперетта «Цыганский барон», которая пользовалась большой популярностью и была показана 70 (семьдесят) раз. Гражданское население на спектакли в театр не допускалось. Наряду с творческой работой Тони Грашбергер, решал также задачи обеспечения в военных условиях новых постановок спектаклей. Он затребовал у чиновников Третьего Рейха: сценические костюмы. Они были присланы из Франции, которая была также оккупирована гитлеровской Германией; осветительное электрооборудование и т. п. Театральная труппа состояла из 15 солистов оперы, 55 хористов, 51 танцор балета, 42 музыканта и 168 чел. административный, Обслуживающий, технический персонал. В источниках упоминаются такие фамилии и должности: технический руководитель театра Никитенко, пожарный Семенченко В. И., рабочие сцены подростки Крицын О. Д., Запорожец Я. Х., Балабей; дирижёр М. Константинов; артисты Николай Котляревский, Николай Бондаренко, Иван Сикало, Иван Уманцев, Михаил Иванович Бойко, меццо-сопрано Олимпиада Ярославская. Все штатные работники театра получали продовольственные карточки, зарплату, а также обязательные пропуски на право хождения в голоде в ночное время. Немецкое руководство театра поручило заниматься распределением продовольственных пайков артисту комедийного дарования Ивану Сикало. Зарплата Артистов составляла 500—700 советских рублей, что считалось достаточно неплохой зарплатой в оккупации. В июле 1943 года театр снова переименовывают на Фронтовую оперу — Front-oper Stalino.
В 1943 году Красная армия начинает наступление на всех фронтах для освобождения СССР от немецко-фашистских захватчиков; 8 сентября 1943 года освобождается город Сталино. В конце января 1944 года в театр из эвакуации возвратились артисты во главе с режиссёром Александром Здиховским, художником Эдуардом Ляховичем и уже в сентябре, в честь первой годовщины освобождения Донбасса от немецких войск, в театре состоялась премьера оперы А. П. Бородина «Князь Игорь». «Половецкие пляски» в опере поставил балетмейстер Большого театра, заслуженный артист республики Касьян Голейзовский. В те же годы в театре был поставлен балет «Лилея» на музыку Константина Данькевича по поэме Т. Шевченко.
В сентябре 1947 года Донецкий русский музыкальный театр был реорганизован в Сталинский государственный русский театр оперы и балета. В октябре месяце того же 1947 года в здании Сталинского театра состоялся суд над военными преступниками фашистами нацистами гитлеровской Германии, которые за время оккупации Донбасса уничтожили в городе Сталино 75 (семьдесят пять) тысяч советских граждан: евреев, пленённых красноармейцев, партизан, подпольщиков, и цыган. Справедливое возмездие настигло этих военных преступников в здании театра, в котором они проводили свой досуг между расстрелами советских граждан]. В 1957 году труппа Донецкого театра впервые интерпретировала произведение композитора В. Гомоляки балет «Чёрное золото».
9 ноября 1961 года Указом Президиума верховного совета Украинской ССР город Сталино переименовывается в город Донецк, а Сталинская область в Донецкую. По этой причине театр получает новое наименование — Донецкий государственный русский театр оперы и балета. 2 октября 1977 года за большие заслуги в развитии советского искусства театру было присвоено звание «академический».

### В независимой Украине
В 1992 году была создана частная детская балетная «Школа хореографического мастерства Вадима Писарева» при театре на арендных условиях под общим руководством Народного артиста Украины В. Я. Писарева.

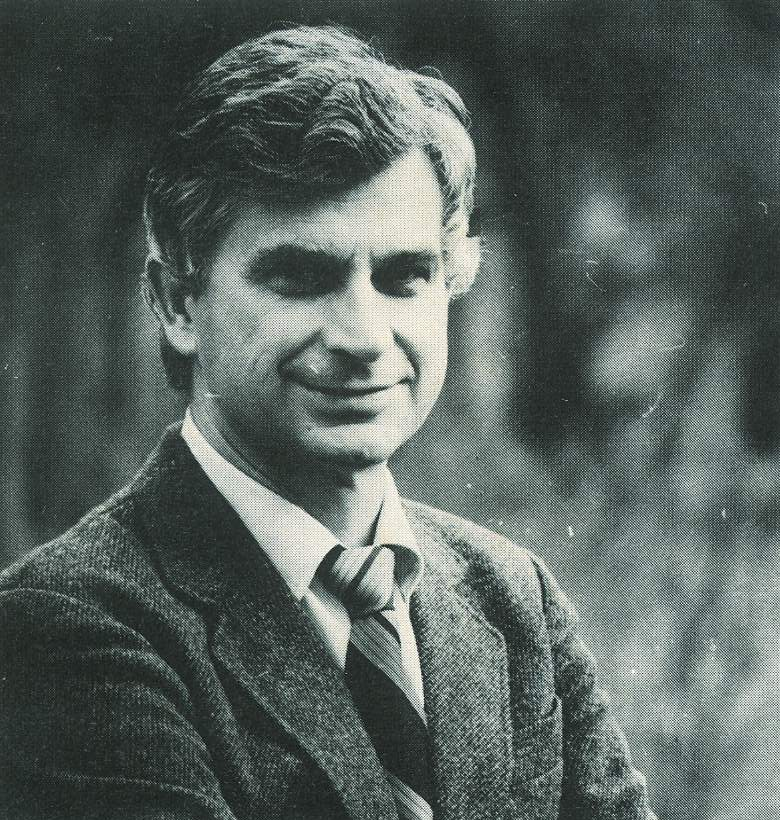
А. Б. Соловьяненко

Директорами школы были И. Я. Писарева, сестра В. Я. Писарева; Ю. И. Бредихин, штатный массажист Донецкого оперного театра; Е. Ф. Нагалюк, ранее налоговый инспектор г. Донецка; затем её заместитель О. С. Катюшина. Для повышения статуса школа была аффилирована с государственным хореографическим училищем г. Киева. Это позволило выпускникам школы выдавать по её окончании удостоверения государственного образца, что обеспечило лучшую возможность при трудоустройстве в государственные, профсоюзные и другие творческие коллективы организаций, а также за границей. Среди выпускников в 2000-е годы выделился талантом подросток русско-африканского происхождения Жерлин Ндуди (англ. Zherlin Ndudi). В. Я. Писарев в 2003 году направил 16-летнего подростка на конкурс конкурс молодых танцоров Евровидения (англ. «Eurovision Young Dancers — 2003») в Амстердам. Ндуди выиграл конкурс и занял первое место, став победителем Евровидения—2003 в категории «балет». После этого Ндуди покинул Украину, переехав для продолжения танцевальной творческой карьеры в США. Позже были открыты филиалы этой хореографической школы — в Ивано-Франковске и в Шанхае.
С 1994 года на базе театра проводится Международный фестиваль «Звёзды мирового балета», основателем и художественным руководителем которого также является Вадим Писарев. Фестиваль проводится ежегодно в октябре в помещении театра оперы и балета.
В 1999 году директор театра Стасевич Валерий Петрович совместно с Донецкой областной администрацией организовали переименование театра: из названия убрано слово «русский» и дополнено словами «имени А. Б. Соловьяненко». Переименование было утверждено 9 декабря 1999 года постановлением Кабинета министров Украины.
31 мая 2002 года были выпущены почтовые марки и блок «Оперные театры Украины». На одной из марок был изображён Донецкий театр оперы и балета  (Mi #506). Номинал марки — 1 гривна 25 копеек, размер — 40 × 28 мм, зубцовка 11,6 × 11,6. Эта же марка была помещена на почтовом блоке  (Mi #Block 36), который был признан одним из лучших украинских выпусков, получив второе место в номинации «Лучшие марки 2002 года».
В 2004 году 13 июля был открыт первый официальный сайт этого театра на русском и английском языках — www.dopera.org, со сроком действия 5 лет.
26 ноября 2009 года указом президента Украины театру был присвоен статус национального.
В 2014 году за постановку оперы «Летучий голландец» Рихарда Вагнера коллектив театра был награждён Национальной премией Украины имени Тараса Шевченко.

### Российско-украинская война

#### Война в Донбассе
Во время Войны в Донбассе правительство Украины «указом № 875/2014 пункт 8» заблокировал все финансовые операции в отдельных районах Донецкой области, в которых проводилась «АТО».
4 октября 2014 года театр открыл новый сезон премьерой — опереттой «Летучая мышь». Сразу после начала сезона от сердечного приступа умер директор театра В. И. Рябенький.
7 декабря 2014 года народная артистка России Анна Нетребко передала 1 млн рублей в помощь театру.

## Архитектура театра

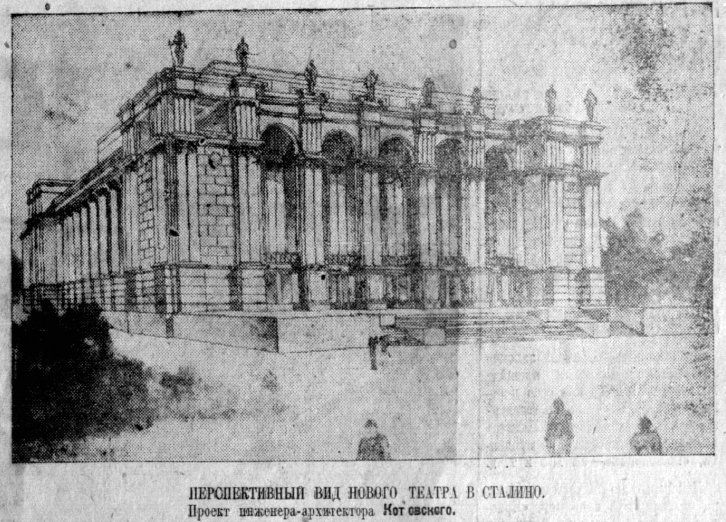
Архитектурный проект театра архитектора Л. И. Котовского

В 1936 году в связи с реконструкцией города было начато строительство здания театра оперы и балета, которое первоначально было спроектировано под драматический театр. Главным архитектором строительства был Л. И. Котовский, а общее руководство стройкой было назначено Соломону Давидовичу Кролю. Во время стройки было принято решение, что здание будет отдано театру оперы и балета, так как у драматического театра было своё помещение, после чего в проект были внесены соответствующие изменения.
Котлован под театр был выкопан лопатами вручную, причём он был глубоким, так как был рассчитан на подземные гаражи (в этих помещениях в дальнейшем расположились производственные цеха). Строительством руководили прорабы Н. К. Милютин и Г. И. Щапов. На строительство театра было выделено 6,2 миллиона советских рублей, но этой суммы не хватило и сметная стоимость была увеличена до 9,26 рублей. Открытие планировалось сделать 23 февраля 1941 года к Дню Красной армии, но к этому сроку не успели и перенесли открытие на 12 апреля 1941 года, посвятив его Первомаю.
Здание театра выполнено в классическом стиле. Подходы к театру организованы с трёх сторон. Зрительный зал и фойе декорированы лепными деталями. Первоначально зрительный зал был рассчитан на 1300 посадочных мест. В настоящее время — на 976. Над бельэтажем и балконами зрительного зала, а также в отдельных нишах фойе установлены скульптурные бюсты композиторов, поэтов, драматургов и декоративные вазы.
Театр имеет механизированную сцену состоящую из основной сцены площадью 560 м². Её круг может выдержать нагрузку до 75 т.
В 2013 г. был представлен проект капитального ремонта и реставрации здания театра.

## Труппа театра

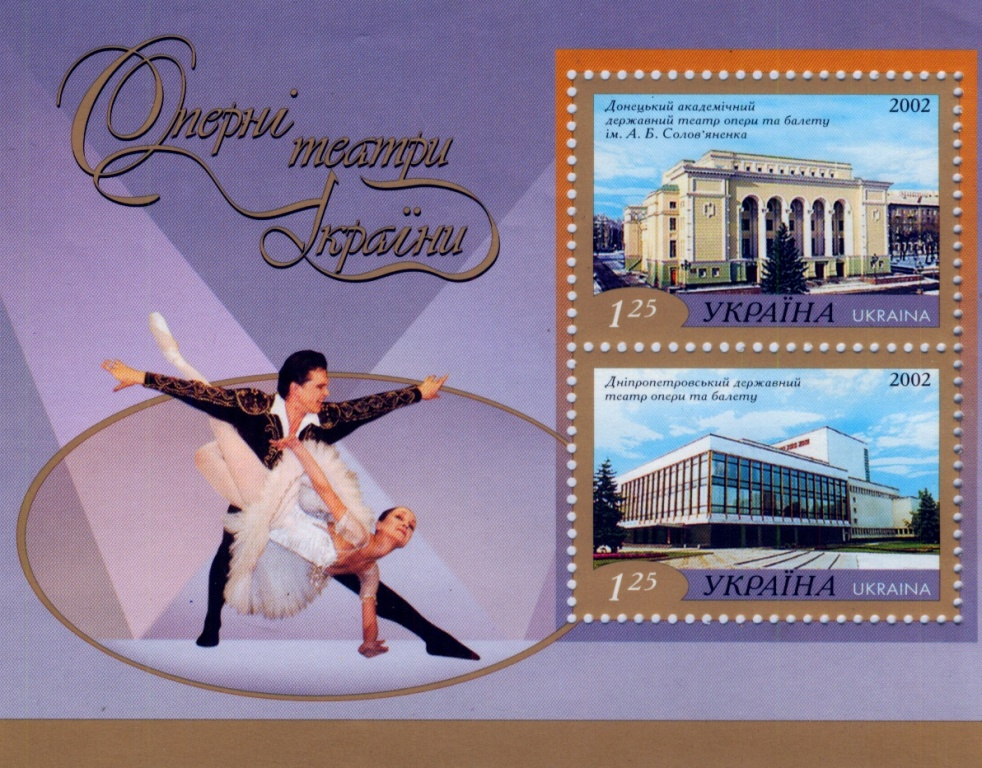
Почтовый блок Украины (2002): Донецкий академический государственный театр оперы и балета имени А. Б. Соловьяненко (верхняя марка). На полях блока — В. Я. Писарев и И. Б. Дорофеева

Первым директором и художественным руководителем Донецкого русского музыкального театра был И. М. Лапицкий; режиссёрами театра — А. А. Здиховский (с 1948 года) и А. А. Пресман; дирижёрами — А. Ф. Ковальский и Е. Шехтман; художником — Э. И. Ляхович.
С 1973 по 1981 год директором театра был М. А. Васильев. Благодаря его заслугам как руководителя, 20 марта 1978 года театру было присвоено звание «академический».
В разное время в театре работали такие оперные певцы, как А. Ф. Кривченя (1938—1940), Ю. А. Гуляев (1955—1960), А. Б. Соловьяненко, Р. С. Колесник, Г. Г. Каликин, П. Е. Ончул.

### Руководство
- Генеральный директор — заслуженный деятель искусств Украины Евгений Иванович Денисенко, народный артист Донецкой Народной Республики
- Директор по художественно-постановочной части — Корниенко Валентина Алексеевна, заслуженный работник культуры Украины
- Художественный руководитель — Писарев Вадим Яковлевич, народный артист Украины, народный артист Украинской ССР.
- Главный хормейстер — народная артистка Украины Людмила Семёновна Стрельцова
- Главный балетмейстер — народная артистка Украины Евгения Евгеньевна Хасянова
- Главный дирижёр — Парамоненко Юрий Юрьевич
- Главный режиссёр — Антоненко Оксана Ярославовна
- Главный художник — заслуженный художник Украины Спевякин Сергей Владимирович

## Репертуар
В репертуар Донецкого государственного академического театра оперы и балета входит более 50 наименований — произведения украинской, российской и западноевропейской классики: оперы, балеты, оперетты, музыкальные сказки для детей.

### Оперы
- Г. Доницетти «Любовный напиток»
- Дж. Россини «Севильский цирюльник», (сопровождается синхронными титрами на русском языке)
- Дж. Россини «Брачный вексель»
- В. А. Моцарт «Директор театра»
- П. Масканьи «Сельская честь»
- Р. Леонкавалло «Паяцы», (сопровождается синхронными титрами на русском языке)
- Дж. Верди «Риголетто», (сопровождается синхронными титрами на русском языке)
- Дж. Верди «Трубадур», (сопровождается синхронными титрами на русском языке)
- Дж. Верди «Травиата», (сопровождается синхронными титрами на русском языке)
- Дж. Верди «Аида», (сопровождается синхронными титрами на русском языке)
- Дж. Верди «Набукко», (сопровождается синхронными титрами на русском языке)
- Дж. Верди «Отелло», (сопровождается синхронными титрами на русском языке)
- Дж. Верди «Бал-маскарад» (сопровождается синхронными титрами на русском языке)
- Дж. Верди «Фальстаф»
- Дж. Пуччини «Богема»
- Дж. Пуччини «То́ска»
- Дж. Пуччини «Мадама Баттерфляй», (сопровождается синхронными титрами на русском языке)
- Дж. Пуччини «Турандот»
- Ж. Бизе «Кармен», (сопровождается синхронными титрами на русском языке)
- П. Чайковский «Иоланта»
- П. Чайковский «Евгений Онегин»
- Н. Римский-Корсаков «Царская невеста» (концертное исполнение)
- К. Данькевич «Богдан Хмельницкий»
- C. Гулак-Артемовский «Запорожец за Дунаем»
- Н. Лысенко «Наталка-Полтавка»
- Р. Вагнер «Летучий Голландец» (сопровождается синхронными титрами на русском языке).

### Оперетты
- И. Кальман «Мистер Икс»
- И. Кальман «Сильва»
- И. Штраус «Летучая мышь»
- Ф. Легар «Весёлая вдова»

### Балеты
- П.Чайковский «Лебединое озеро»
- П.Чайковский «Спящая красавица»
- П.Чайковский «Щелкунчик»
- П.Чайковский «Ромео и Джульетта»
- С. Прокофьев «Ромео и Джульетта»
- Л. Минкус «Баядерка»
- Л. Минкус «Дон Кихот»
- Л. Минкус «Пахита» (Гран-па)
- А. Адан «Корсар»
- А. Адан «Жизель»
- Е. Григ «Пер Гюнт»
- Ф. Амиров «Тысяча и одна ночь»
- А. Хачатурян «Спартак»
- К.Хачатурян «Чиполлино»
- Ф. Шопен «Сильфиды»
- М. Скорульский «Лесная песня»
- Ц. Пуни «Собор Парижской Богоматери»

### Спектакли для детей
- А. Спадавеккиа «Золушка»
- И. Якушенко «Царевна-Лягушка»
- И. Якушенко «Волшебник Изумрудного города»
- И. Поклад «Як козаки змія приборкували»
- В. Баскин «Двенадцать месяцев»
- С. Баневич «Стойкий оловянній солдатик»

### Хоровые концерты
- Дж. Россини «Стабат Матер»
- Г. Свиридов «Патетическая оратория»
- С. Прокофьев «Иван Грозный»
- Л.-В. Бетховен «Симфония № 9»
- Л.-B. Бетховен «Торжественная месса»
- В.-А. Моцарт «Реквием»
- Дж. Верди «Реквием»
- Л. Керубини «Реквием»
- Дж. Россини «Маленькая торжественная месса»
- К. Орф «Carmina Burana»
- С. Рахманинов «Литургия»

## Награды
- Почётная грамота Президиума Верховного Совета РСФСР (5 июня 1969 года) — за большой вклад в развитие и укрепление взаимосвязей братских национальных культур и активное участие в проведении Декады украинской литературы и искусства в РСФСР[14].